# East Rand Proprietary Mine
East Rand Proprietary Mine est la plus ancienne mine d'or du monde et la plus profonde de la planète, à 3,5 kilomètres sous terre, après celle de Tau Tona, également située en Afrique du Sud.

## Histoire

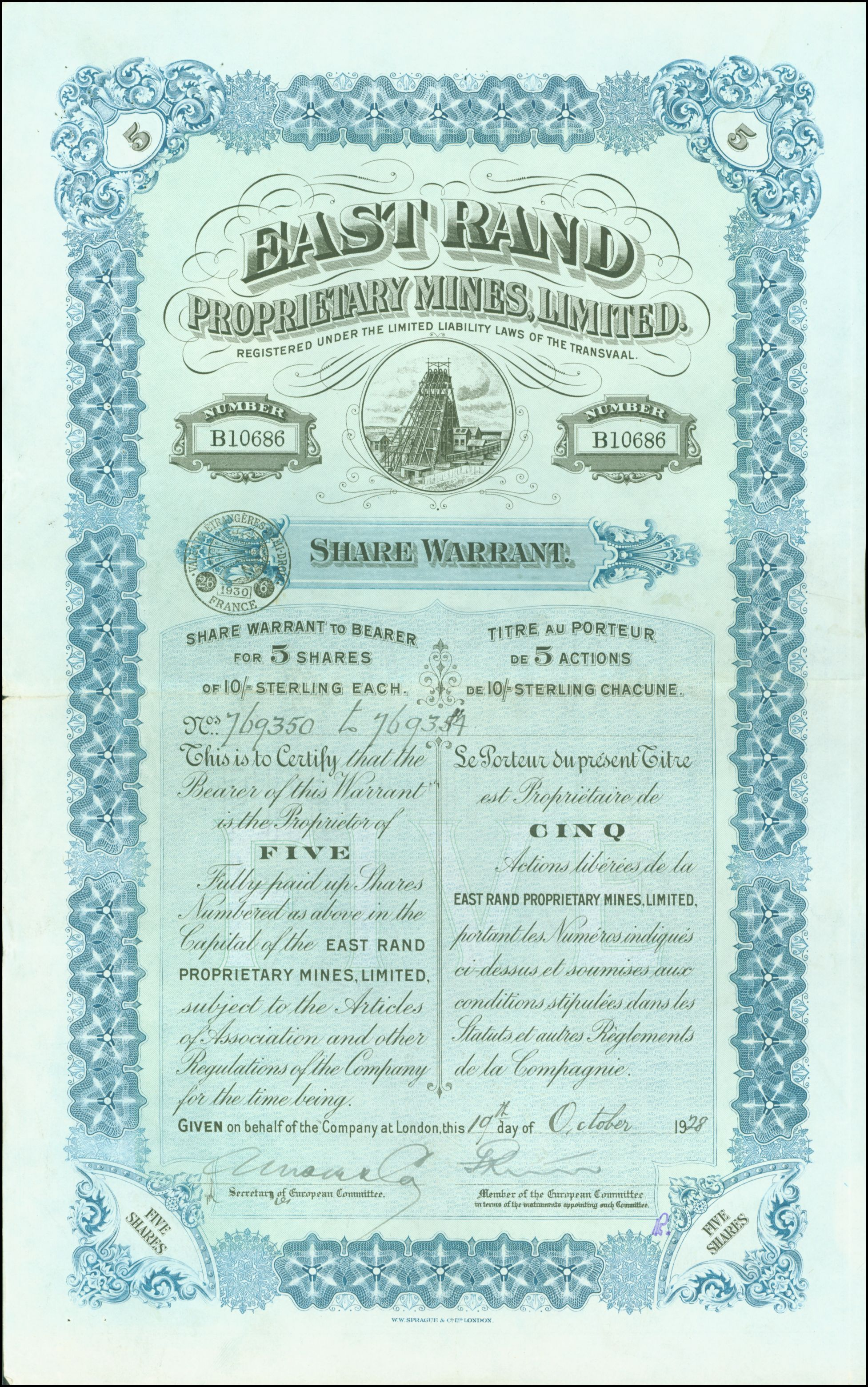
East Rand Proprietary Mines Ltd 1928

La société East Rand Proprietary Mine a été fondée à Boksburg en 1893 par son président Sir George Farrar (1859-1915), un anglais venu en Afrique du Sud au service de la société Howard, Farrar and Co. Il préside aussi l'Anglo-French Exploration Co et sera l'un des conspirateurs du Raid Jameson en 1895. La société est créée pour le compte de la holding Wernher, Beit & Co, lors du développement minier de l'Afrique du Sud, à 25 kilomètres à l'est de Johannesburg. Son directeur est Andrew Angwin, qui était auparavant responsable des opérations pour la "Transvaal Silver Mine".
Avec une valeur boursière de 3,516 millions de sterling en 1898, c'est la 63e capitalisation britannique et la quatrième plus importante des mines d'or, juste derrière Goldfields (7,017 millions de sterling et sa filiale "Goldfields Deep" (5,063 millions de sterling car elle est coactionnaire de Robinson Deep Mine, Robinson (4,400 millions de sterling, aussi coactionnaire de Robinson Deep Mine) et Simmer and Jack Proprietary (4,318 millions de sterling). De fait, les trois principales mines d'or sud-africaine exploitées en grande profondeur, Robinson, East Rand et Simmer and Jack Proprietary représentent cinq des 60 première valeurs à la plus grande bourse du monde de l'époque.
La société ne verse pas encore de dividende et n'a aucune dette. Quinze ans plus tard, en 1913, c'est devenu la 44e capitalisation britannique, avec 6,268 millions de sterling, soit un doublement en quinze ans, et la 3e parmi les mines d'or, après les deux vastes holding aurifères, Rand Mines et Crown Mines, fondée en 1909. Entre-temps, le recours à l'augmentation de capital a fait progresser de 226% le nombre d'actions de la société East Rand.
La société devient pionnière en matière de technologies d'extraction à grande profondeur et la plus importante au monde aussi par la taille, car elle s'étend sur plus de 7 000 hectares. À l'été 1999, elle est menacée de fermer, avec un coût moyen de production de 300 dollars l'once, supérieur au niveau alors touché par l'or sur le marché mondial.
La société appartient à Durban Roodepoort Deep, la holding de l'homme d'affaires noir Khumo Bathong, qui a racheté en 2002 les parts du milliardaire allemand Claas Edmund Daun, qui avait lui-même investi 140 millions de rands deux ans plus tôt.

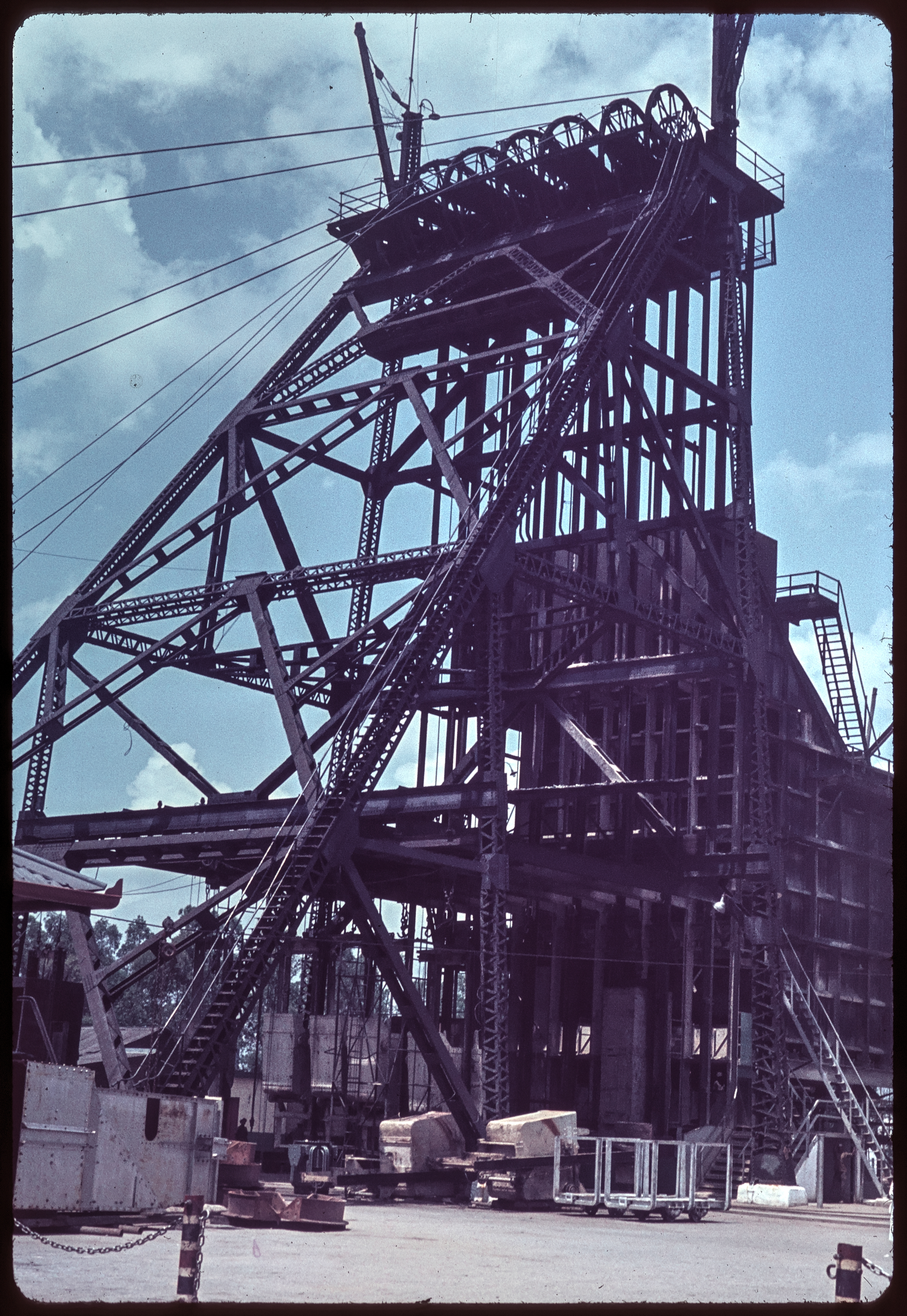
Arbre (1963)
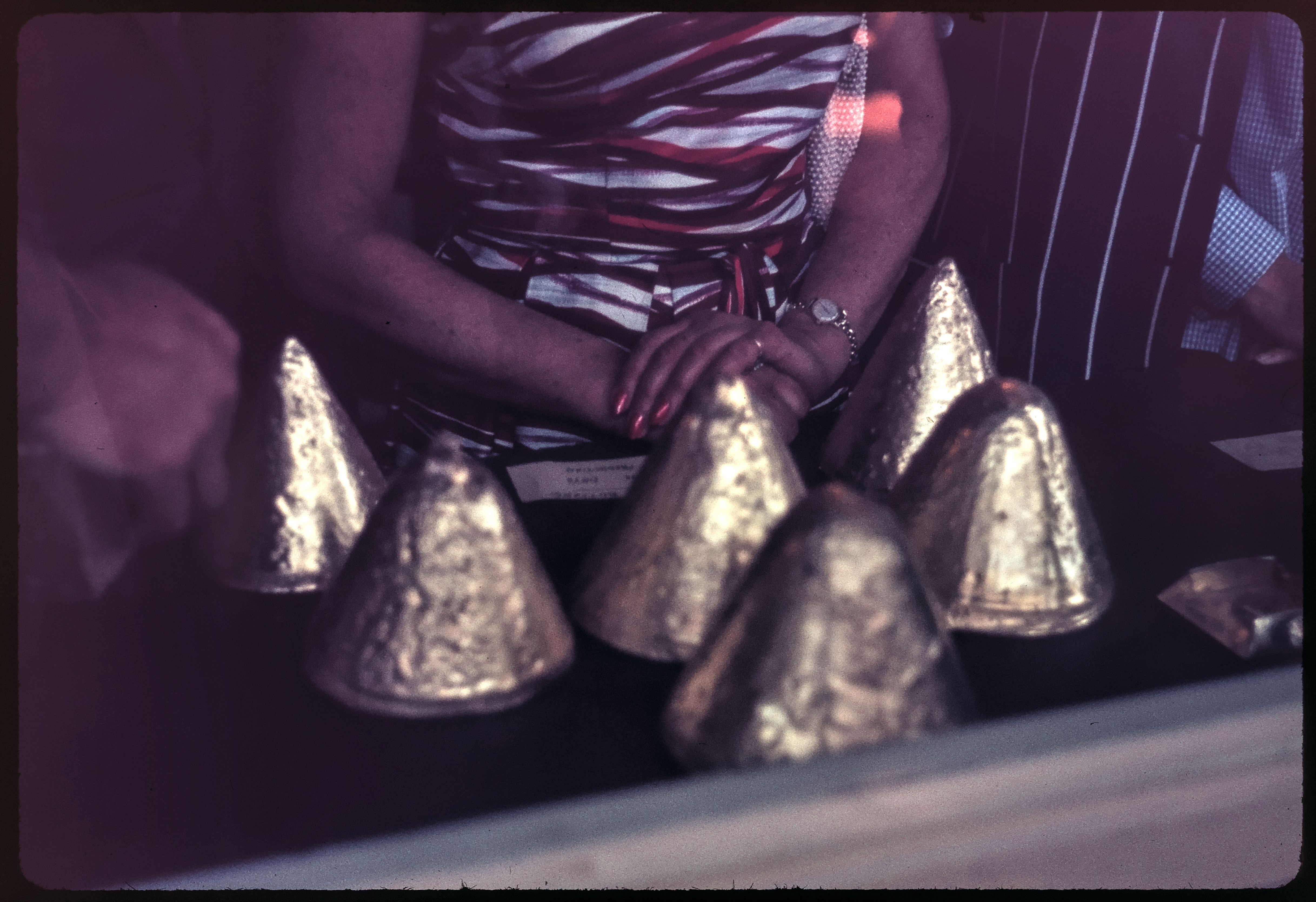
Production d'un jour
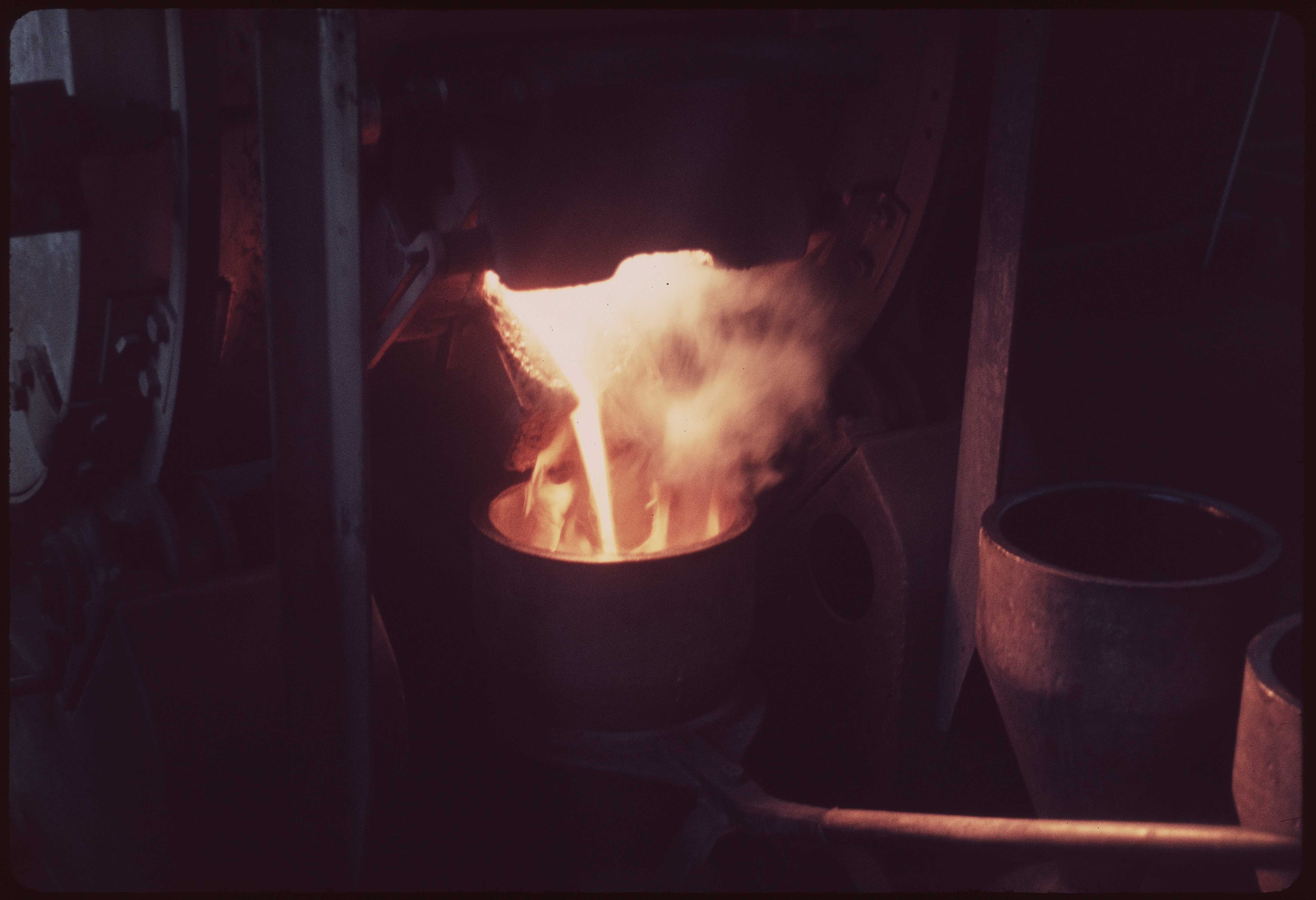
Calcination
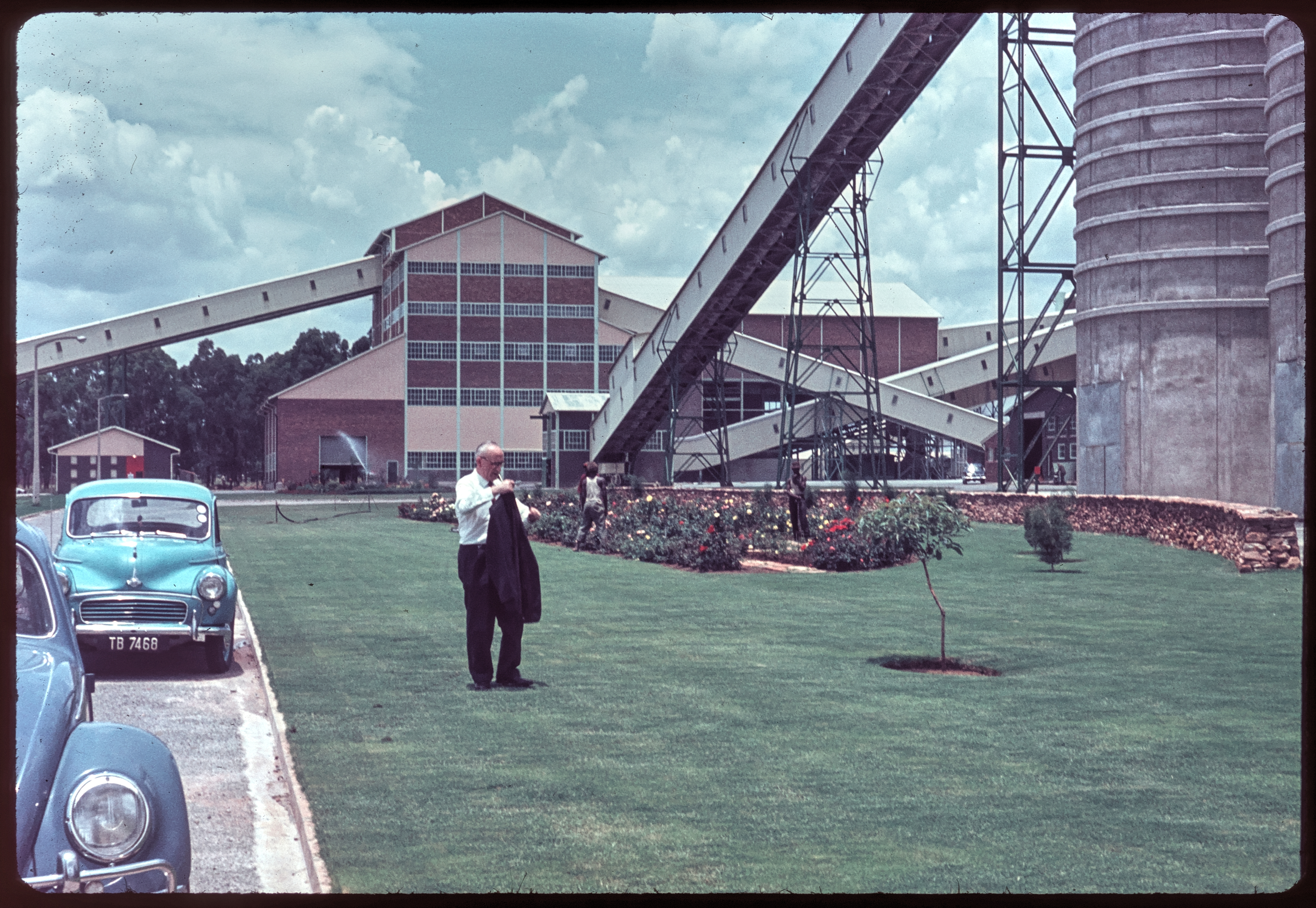
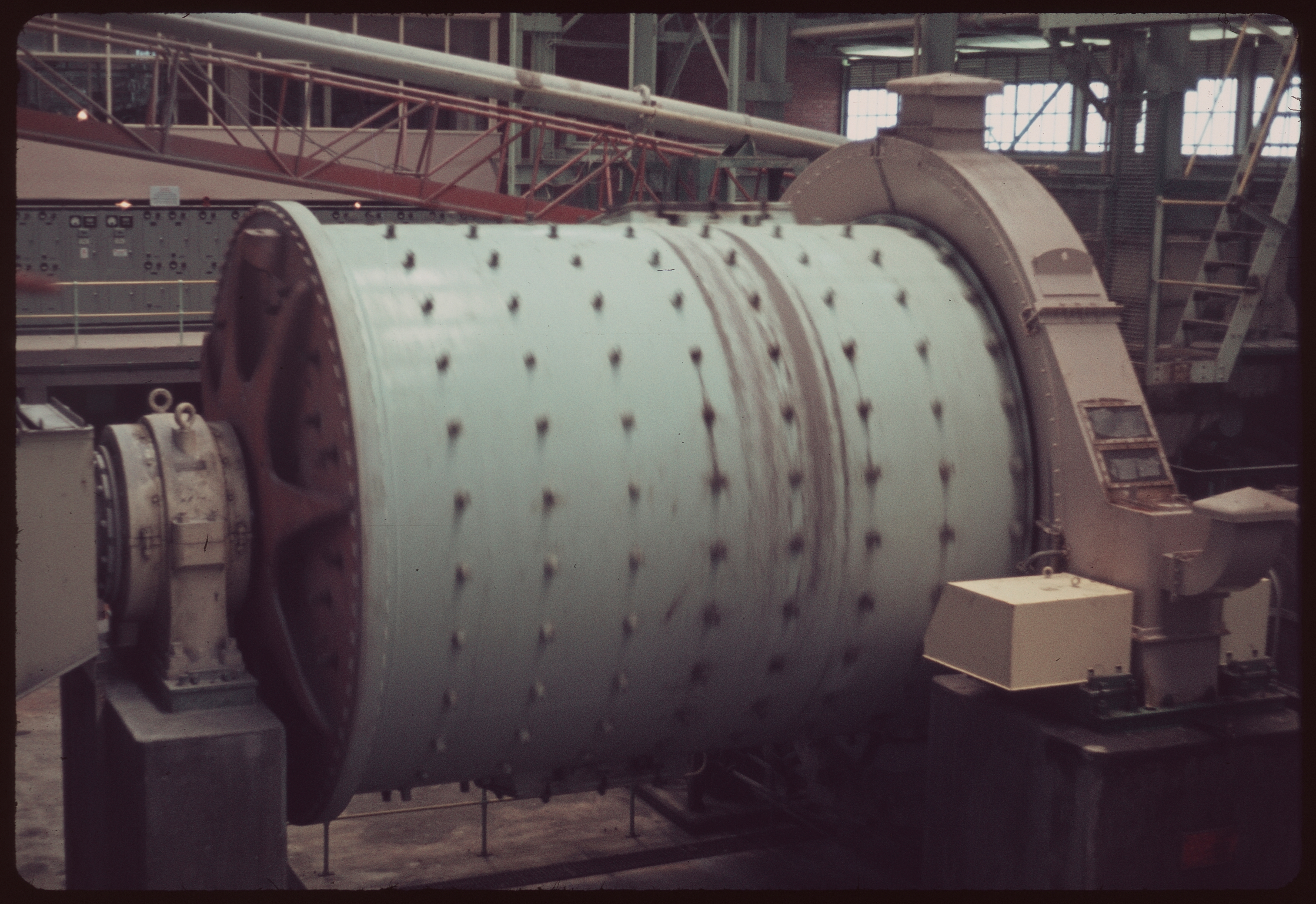